# 31020 Skarupa
31020 Skarupa este o planetă minoră (asteroid), cu un diametru de 12,799 km, din centura de asteroizi. A fost descoperită pe 17 martie 1996 la Haleakalā Observatory⁠(d) de Air Force Maui Optical and Supercomputing observatory⁠(d). 
Obiectul prezintă o orbită caracterizată de o semiaxă mare de 3,9877772 UAi, o excentricitate de 0,12, o înclinație de 3,46881 ° în raport cu ecliptica.